# Велявско-Быдгощский трактат
Велявско-Быдгощский трактат (нем. Vertrag von Bromberg) — договор между Польшей и Бранденбургом, заключённый во время польско-шведской войны 1655—1660. 
Заключен в форме двух отдельных актов 19 сентября в Велау и 6 ноября 1657 года в Быдгоще. 
Во время их подписания Речь Посполитая находилась в состоянии войны со Швецией и, чтобы получить союзника, отказалась от своих прав на Восточную Пруссию в пользу бранденбургского курфюрста Фридриха Вильгельма (бранденбургские курфюрсты владели герцогством Пруссия с 1618 года — но как вассалы польской короны). Дополнительным условием соглашения была взаимная военная поддержка в случае внешней угрозы. При нападении на Речь Посполитую Бранденбург должен был выставить шеститысячную вспомогательную армию, точно так же снаряжала вспомогательные отряды и Речь Посполитая — в случае угрозы Бранденбургу.